# Cohors I Italica
Die Cohors I Italica [voluntariorum] [civium Romanorum] [milliaria] [equitata] (deutsch 1. Kohorte [aus Italien] [der Freiwilligen] [der römischen Bürger] [1000 Mann] [teilberitten]) war eine römische Auxiliareinheit. Sie ist durch Militärdiplome, Inschriften und Arrians Werk ἔκταξις κατ᾽ Ἀλανῶν belegt.

## Namensbestandteile
- Italica: aus Italien.

- voluntariorum: der Freiwilligen.

- civium Romanorum: der römischen Bürger. Die Soldaten der Kohorte wurden bei Aufstellung der Einheit aus römischen Bürgern rekrutiert. Die Einheit wurde wahrscheinlich unter Augustus zusammen mit weiteren Kohorten ausgehoben; die Aufstellung der Einheiten erfolgte vermutlich während des Pannonischen Aufstands und nach der Niederlage des Varus. Insgesamt wurden möglicherweise bis zu 44 (oder 48) Kohorten aus römischen Bürgern gebildet, von denen aber nur 18 belegt sind.[1]

- milliaria: 1000 Mann. Je nachdem, ob es sich um eine Infanterie-Kohorte (Cohors milliaria peditata) oder einen gemischten Verband aus Infanterie und Kavallerie (Cohors milliaria equitata) handelte, lag die Sollstärke der Einheit entweder bei 800 oder 1040 Mann.

- equitata: teilberitten. Die Einheit war ein gemischter Verband aus Infanterie und Kavallerie.

Die Einheit war eine Cohors milliaria equitata. Die Sollstärke der Einheit lag daher bei 1040 Mann, bestehend aus 10 Centurien Infanterie mit jeweils 80 Mann sowie 8 Turmae Kavallerie mit jeweils 30 Reitern.

## Geschichte
Der erste Nachweis der Einheit in der Provinz Cappadocia beruht auf einem Militärdiplom, das auf 94 n. Chr. datiert ist. In dem Diplom wird die Kohorte als Teil der Truppen aufgeführt (siehe Römische Streitkräfte in Cappadocia), die in der Provinz stationiert waren. Ein weiteres Diplom, das auf 99 datiert ist, belegt die Einheit in der Provinz Galatia et Cappadocia.
Die Kohorte war Teil der Streitkräfte, die Arrian für seinen Feldzug gegen die Alanen (ἔκταξις κατ᾽ Ἀλανῶν) um 135 mobilisierte. Arrian erwähnt an zwei Stellen seines Berichts eine Einheit, die er als Ἰταλοί bezeichnet und die von einem Kommandeur namens Pulcher geführt wird.

## Standorte
Standorte der Kohorte sind nicht bekannt.

## Angehörige der Kohorte
Folgende Angehörige der Kohorte sind bekannt:

### Kommandeure
| - Gaius Nasennius Marcellus, ein Tribun (CIL 14, 171). Er war auch Präfekt der Cohors I Apamenorum und der Ala VII Phrygum. - Pulcher | - P(ublius) Valerius Priscus, ein Tribun (AE 1974, 226). Er war auch Präfekt der Cohors I Asturum et Callaecorum und der Cohors I Apamenorum. - T. Volumnius Varro, ein Präfekt (AE 1941, 142) |

## Weitere Kohorten mit der BezeichnungCohors I Italica
Möglicherweise gab es noch eine weitere Cohors I Italica. Auf dem Diplom von 99 werden eine Cohors I Italica milliaria und eine Cohors I Italica milliaria voluntariorum c(ivium) R(omanorum) aufgeführt. Es könnte sich aber auch um einen Fehler bei der Erstellung des Diploms handeln, da Arrian nur eine Einheit erwähnt.